# Ian Chipchase
Ian Chipchase (Ian Allan Chipchase; * 26. Februar 1952) ist ein ehemaliger britischer Hammerwerfer.
1974 siegte er für England startend bei den British Commonwealth Games in Christchurch und wurde Zehnter bei den Leichtathletik-Europameisterschaften in Rom. Bei den Commonwealth Games 1978 in Edmonton wurde er Sechster. 
Seine persönliche Bestleistung von 71,00 m stellte er am 17. August 1974 in Edinburgh auf.